# Чемпионат мира по футболу 2022 (отборочный турнир, УЕФА, группа E)
Жеребьёвка отборочного турнира европейской квалификации чемпионата мира 2022 прошла в Цюрихе 7 декабря 2020 года. В группу E зоны УЕФА попали сборные по футболу следующих стран: Бельгия, Уэльс, Чехия, Беларусь и Эстония.
Матчи в группе Е прошли с 24 марта 2021 года по 16 ноября 2021 года.
Сборная Бельгии, занявшая первое место, вышла в финальную часть чемпионата мира напрямую. Сборная Уэльса, занявшая второе место, принимала участие в стыковых матчах за право выхода в финальную часть турнира. Чехия, занявшая третье место, вышла в раунд плей-офф через Лигу наций УЕФА. Все остальные не прошли квалификацию и не попали в финальную часть.
| Поз | Команда  | И | В | Н | П | МЗ | МП | РМ  | О  | Квалификация                                 |     | Бельгия | Уэльс | Чехия | Эстония | Беларусь |
| --- | -------- | - | - | - | - | -- | -- | --- | -- | -------------------------------------------- | --- | ------- | ----- | ----- | ------- | -------- |
| 1   | Бельгия  | 8 | 6 | 2 | 0 | 25 | 6  | +19 | 20 | Квалификация на Чемпионат мира 2022          |     | —       | 3:1   | 3:0   | 3:1     | 8:0      |
| 2   | Уэльс    | 8 | 4 | 3 | 1 | 14 | 9  | +5  | 15 | Выход в раунд плей-офф                       |     | 1:1     | —     | 1:0   | 0:0     | 5:1      |
| 3   | Чехия    | 8 | 4 | 2 | 2 | 14 | 9  | +5  | 14 | Выход в раунд плей-офф через Лигу наций УЕФА |     | 1:1     | 2:2   | —     | 2:0     | 1:0      |
| 4   | Эстония  | 8 | 1 | 1 | 6 | 9  | 21 | −12 | 4  |                                              |     | 2:5     | 0:1   | 2:6   | —       | 2:0      |
| 5   | Беларусь | 8 | 1 | 0 | 7 | 7  | 24 | −17 | 3  |                                              | 0:1 | 2:3     | 0:2   | 4:2   | —       |          |

## Результаты
Расписание матчей было опубликовано УЕФА после жеребьёвки 10 декабря 2020 года в Цюрихе.

### 1 тур
| Бельгия                                         | 3:1   | Уэльс      |
| ----------------------------------------------- | ----- | ---------- |
| Де Брёйне 22′ · Т. Азар 28′ · Лукаку 73′ (пен.) | отчёт | Уилсон 10′ |

| Эстония                  | 2:6   | Чехия                                                  |
| ------------------------ | ----- | ------------------------------------------------------ |
| Саппинен 12′ · Аниер 86′ | отчёт | Шик 18′ · Барак 27′ · Соучек 32′, 43′, 48′ · Янкто 56′ |

### 2 тур
| Беларусь                                              | 4:2   | Эстония        |
| ----------------------------------------------------- | ----- | -------------- |
| Лисакович 45′ (пен.), 83′ · Кендыш 64′ · Савицкий 81′ | отчёт | Аниер 31′, 55′ |

| Чехия      | 1:1   | Бельгия    |
| ---------- | ----- | ---------- |
| Провод 50′ | отчёт | Лукаку 60′ |

### 3 тур
| Бельгия                                                                                 | 8:0   | Беларусь |
| --------------------------------------------------------------------------------------- | ----- | -------- |
| Батшуайи 14′ · Ванакен 17′, 89′ · Троссард 38′, 75′ · Доку 42′ · Прат 49′ · Бентеке 70′ | отчёт |          |

| Уэльс      | 1:0   | Чехия |
| ---------- | ----- | ----- |
| Джеймс 82′ | отчёт |       |

### 4 тур
| Чехия     | 1:0   | Беларусь |
| --------- | ----- | -------- |
| Барак 34′ | отчёт |          |

| Эстония             | 2:5   | Бельгия                                                 |
| ------------------- | ----- | ------------------------------------------------------- |
| Кяйт 2′ · Сорга 83′ | отчёт | Ванакен 22′ · Лукаку 29′, 52′ · Витсель 65′ · Фокет 76′ |

### 5 тур
| Беларусь                          | 2:3   | Уэльс                             |
| --------------------------------- | ----- | --------------------------------- |
| Лисакович 29′ (пен.) · Седько 31′ | отчёт | Бейл 6′ (пен.), 69′ (пен.), 90+3′ |

| Бельгия                                  | 3:0   | Чехия |
| ---------------------------------------- | ----- | ----- |
| Лукаку 8′ · Э. Азар 41′ · Салемакерс 65′ | отчёт |       |

### 6 тур
| Беларусь | 0:1   | Бельгия  |
| -------- | ----- | -------- |
|          | отчёт | Прат 33′ |

| Уэльс | 0:0   | Эстония |
| ----- | ----- | ------- |
|       | отчёт |         |

### 7 тур
| Чехия                       | 2:2   | Уэльс                  |
| --------------------------- | ----- | ---------------------- |
| Пешек 38′ · Уорд 49′ (авт.) | отчёт | Рэмзи 36′ · Джеймс 69′ |

| Эстония                 | 2:0   | Беларусь |
| ----------------------- | ----- | -------- |
| Сорга 58′ · Зенёв 90+3′ | отчёт |          |

### 8 тур
| Беларусь | 0:2   | Чехия                |
| -------- | ----- | -------------------- |
|          | отчёт | Шик 22′ · Гложек 65′ |

| Эстония | 0:1   | Уэльс   |
| ------- | ----- | ------- |
|         | отчёт | Мур 12′ |

### 9 тур
| Бельгия                                           | 3:1   | Эстония   |
| ------------------------------------------------- | ----- | --------- |
| Бентеке 11′ · Феррейра Карраско 53′ · Т. Азар 74′ | отчёт | Сорга 70′ |

| Уэльс                                                              | 5:1   | Беларусь     |
| ------------------------------------------------------------------ | ----- | ------------ |
| Рэмзи 3′, 50′ (пен.) · Н. Уильямс 20′ · Б. Дэвис 77′ · Робертс 89′ | отчёт | Концевой 87′ |

### 10 тур
| Чехия                   | 2:0   | Эстония |
| ----------------------- | ----- | ------- |
| Брабец 57′ · Сикора 85′ | отчёт |         |

| Уэльс   | 1:1   | Бельгия       |
| ------- | ----- | ------------- |
| Мур 32′ | отчёт | Де Брюйне 12′ |

## Бомбардиры
5 мячей
| - Ромелу Лукаку |

3 мяча
| - Виталий Лисакович - Ханс Ванакен - Гарет Бейл | - Аарон Рэмзи - Томаш Соучек | - Хенри Аниер - Эрик Сорга |

2 мяча
| - Торган Азар - Кристиан Бентеке - Кевин Де Брёйне | - Деннис Прат - Леандро Троссард - Антонин Барак | - Патрик Шик - Дэниел Джеймс - Киффер Мур |

1 мяч
| - Юрий Кендыш - Артём Концевой - Павел Савицкий - Павел Седько - Эден Азар - Миши Батшуайи - Аксель Витсель - Жереми Доку | - Янник Карраско - Алексис Салемакерс - Томас Фокет - Бен Дэвис - Коннор Робертс - Харри Уилсон - Неко Уильямс - Якуб Брабец | - Адам Гложек - Якуб Пешек - Лукаш Провод - Ян Сикора - Якуб Янкто - Сергей Зенев - Маттиас Кяйт - Рауно Саппинен |

1 автогол
| - Дэнни Уорд (в матче против Чехии) |